# 淀屋橋
淀屋橋（日语：／ Yodoyabashi）是日本大阪市一座橋樑，橫跨土佐堀川，為南北向幹道御堂筋的一部分，有時也作為該橋周邊中之島、北濱等商務區的總稱。附近有日本銀行大阪分行、府立中之島圖書館、中央公會堂等知名近代建築，以及大阪市役所、大阪高等法院等公務機構，亦為朝日新聞、鹽野義製藥、日本生命保險、大阪瓦斯等知名企業的總部所在地，為大阪代表性的金融區與中心商業區，在梅田發展之前也是大阪傳統的辦公區域。

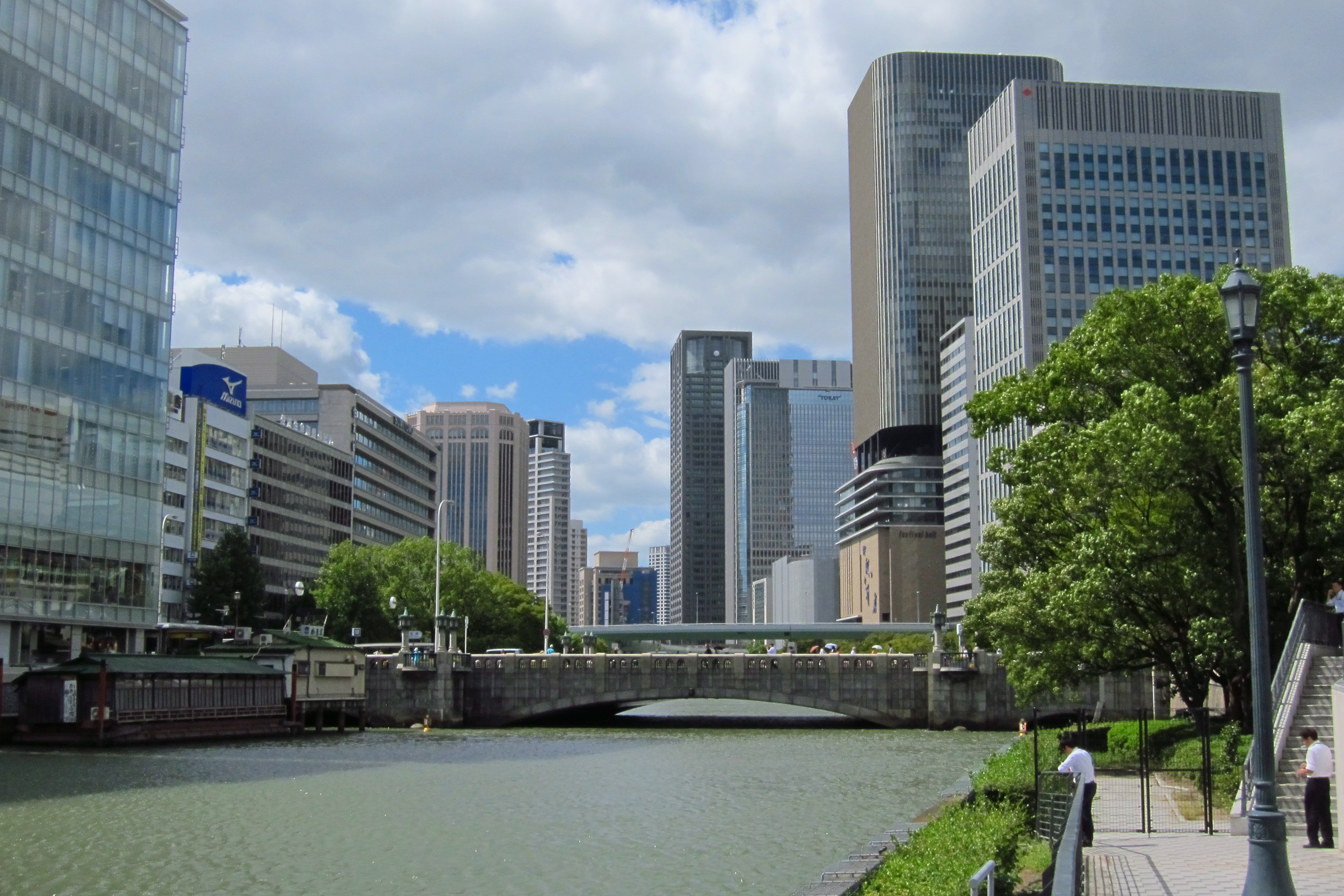
淀屋橋為大阪代表性的中心商業區

第一代淀屋橋建設於江戶時代，由當時的大阪富商、日本第一大木材行「淀屋」出資架設而得名。淀屋家對於堂島米市場、天滿蔬果市場及雜喉魚市場皆有極大貢獻，但在1705年遭到沒收家產的處分而覆滅，橋梁也在1885年被大洪水沖垮。如今的淀屋橋為1922年第一次都市計畫的一環，並於1935年完工。淀屋橋由於設計優良、完美融入周邊環境，2008年與大江橋一同入選「國家指定重要文化財」，亦曾獲選大阪市民心目中最有魅力的橋梁，每日平均有七萬人次與六萬車次在橋上通行。

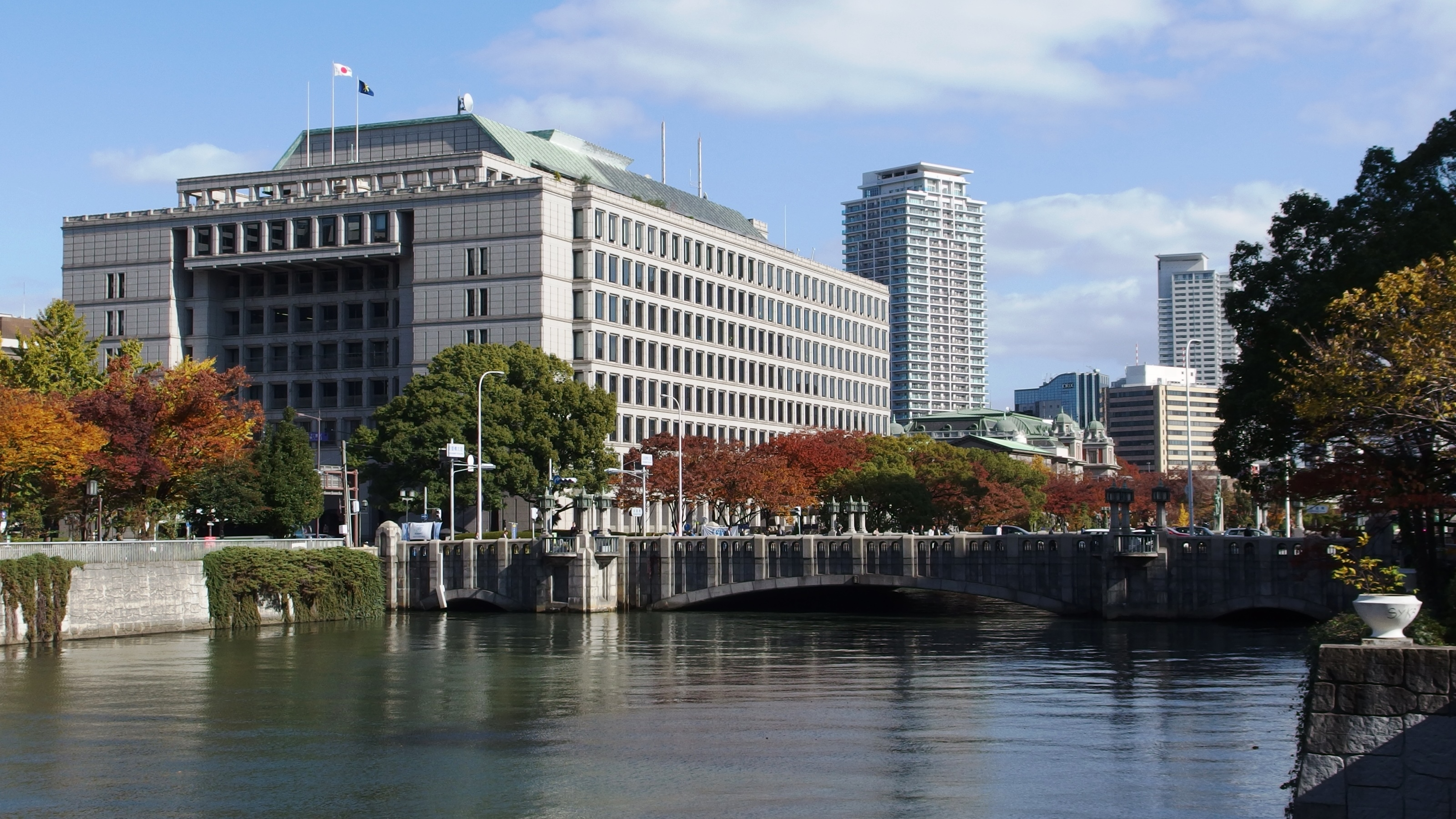
大阪市役所本館